# 博久迪
博久迪（Bhojudih），是印度贾坎德邦Bokaro县的一个城镇。总人口8936（2001年）。

## 人口
该地2001年总人口8936人，其中男性4791人，女性4145人；0—6岁人口1044人，其中男531人，女513人；识字率63.68%，其中男性为74.93%，女性为50.66%。